# Dodhara-Chandani
Dodhara-Chandani (Nepali दोधारा–चाँदनी) ist eine Stadt (Munizipalität) im äußersten Westen Nepals im Distrikt Kanchanpur.
Die Stadt entstand am 2. Dezember 2014 durch Zusammenlegung der Village Development Committees Dodhara (im Süden) und Chandani (im Norden). 
Das Stadtgebiet umfasst 56,8 km².
Die Stadt liegt im Inneren Terai auf der westlichen Uferseite der Mahakali (Sharda). Im Westen grenzt Dodhara-Chandani an den indischen Bundesstaat Uttarakhand.

## Einwohner
Bei der Volkszählung 2011 hatten die Village Development Committees, aus denen die Stadt Dodhara-Chandani entstand, 39.253 Einwohner (davon 18.130 männlich) in 7392 Haushalten.